# Абрамов, Иван Васильевич (писатель)
Ива́н Васи́льевич Абра́мов (19 октября 1916, Брянск — 1 марта 2002, там же) — советский писатель.

## Биография
Родился 19 октября 1916 года. С 1933 года, окончив Брянскую школу № 27, работал газоэлектросварщиком на заводе «Красный Профинтерн» в Брянске, затем — в Магнитогорске.
В 1936 году был призван в армию, служил в охране Кремля. С 1939 года после окончания Харьковского Высшего военного пограничного училища служил начальником Перемышленской погранзаставы.
Войну встретил 22 июня 1941 года под Станиславом и закончил под Кёнигсбергом на косе Курише-Нерунг 6 мая 1945 года. Участник боёв за Москву, Крым, Сталинград. Четыре раза был ранен; после последнего ранения под Кёнигсбергом в звании майора демобилизован по состоянию здоровья, инвалид I группы.
Поселился на родине — в Брянске, вернулся к профессии сварщика. С 1961 года — член Союза писателей СССР; в том же году вступил в КПСС. В 1961—1964 годы жил в Алма-Ате, работал руководителем отдела прозы в журнале «Простор».
С 1964 года жил в Рязани, был избран ответственным секретарём Рязанской писательской организации. Активно сотрудничал с журналами «Новый мир», «Молодая гвардия», «Огонёк» и газетами «Известия», «Литературная газета», «Литература и жизнь» (более двухсот публикаций).
В 1967 году переехал в Брянск. В 1960-е годы был одним из организаторов первого поэтического праздника в Овстуге — родине Фёдора Ивановича Тютчева, ставшего потом Всероссийским.
Член Брянской областной писательской организации.
Умер 1 марта 2002 года. Похоронен в Брянске.

## Творчество
Основные тематические направления — человек в условиях Великой Отечественной войны; рабочий класс в период послевоенного развития производства.
Первый сборник его рассказов о войне — «Сталинградские рассказы» — вышел в 1949 году. Затем последовали повести «Сто шестая деталь» «Пробный стык», книга очерков «Золото Каракумов» (издательство «Жазуши»), сборник рассказов и повестей о людях труда «Женя Большова»; трилогия о войне: «Рубежи сорок первого» тиражом (1961), «В глубине обороны» (1966), «Майские ливни» (1976) и другие сочинения.
Остались неопубликованными роман-дилогия «Стратегический перекрёсток» (о событиях на Брянщине в 1943—1945 годах), приключенческий роман «Лига Огненного дракона», роман «Анты».

### Избранные сочинения
Источник — Электронные каталоги РНБ
- Абрамов И. В. В глубине обороны : Роман. — М. : Моск. рабочий, 1966. — 448 с. — 75000 экз.
- Абрамов И. В. Время рассудит : Повесть. — Тула : Приок. кн. изд-во, 1969. — 191 с. — 50000 экз.
- Абрамов И. В. Женя Большова. Рассказы и повести. — Брянск : Брян. рабочий, 1960. — 218 с. — 10000 экз. — (Содерж.: Гвардеец; В непогодь; Сады цветут; Поздравили; Карборундовые круги; Весенние дни; Фронтовые товарищи; Женя Большова)
- Абрамов И. В. Кудеяр : Роман. — Тула : Приок. кн. изд-во, 1988. — 270 с. — (Приокская проза) — 30000 экз.
- Абрамов И. В. Майские ливни : Роман. — Тула : Приок. кн. изд-во, 1976. — 336 с. — 50000 экз.
- Абрамов И. В. Оглянись на будущее : Повесть. — М. : Моск. рабочий, 1981. — 251 с. — 75000 экз.
  -  — М. : Моск. рабочий, 1987. — 251 с. — 50000 экз.
- Абрамов И. В. Рубежи сорок первого : Повесть. — Москва : Воениздат, 1961. — 286 с. — 100000 экз.

## Награды
- 1-я премия Главного управления пограничных войск (1995) — за роман «Пограничные эскадроны»[1]
- Золотая медаль II Международного конкурса писателей-баталистов и маринистов (2000) — за произведения о брянцах-пограничниках[2]
- Почётная грамота администрации Брянской области (2001) — за многолетнюю плодотворную работу и в связи с 85-летием[1].